# Fernando Cavalleri
Fernando Oscar Cavalleri Guerrero (Rosario, Argentina; 8 de septiembre de 1949-Santiago, Chile; 3 de octubre de 2017) fue un futbolista y entrenador de fútbol argentino nacionalizado chileno.

## Biografía
Se inició en el fútbol rosarino para dar el gran salto en 1969 a Gimnasia y Esgrima de La Plata donde fue compañero de Hugo Orlando Gatti, entre otros, y se mantuvo dos temporadas alternando entre las inferiores y el primer equipo.
Ante la falta de oportunidades, fue contratado como el volante ofensivo de Antofagasta Portuario, club donde cuajó buenas campañas. En Bolivia tuvo un breve periplo en un club de renombre local como el Club Jorge Wilstermann, aunque decidió retornar a Chile por motivos familiares.
En 1974 fue fichado por Unión San Felipe, club donde vive el descenso, pero realiza una campaña personal que le permite mantenerse en primera jugando por el Deportes Concepción.
En el club penquista, compartió camarín con jugadores de la talla de Mario Osbén, René Valenzuela, Luis Díaz, Víctor Estay, René Serrano y Gustavo Viveros, entre otros, que con Cavalleri de 10 y figura , alcanza un histórico subcampeonato, finalizando a dos puntos de la Unión Española vicecampeona de América de ese año.
Tras la buena campaña con los lilas, llega a Palestino, club que empezaba a surgir con potencia en dicha época, para fichar en 1977 en un grande, alicaído en esa época, como Universidad Católica.
Tras una temporada en la franja, retorna a Deportes Concepción para liderar un equipo que alcanza su cénit con la buena campaña de 1980 en la que rematan cuartos.
Un año después, Everton de Viña del Mar, de la mano de su presidente Antonio Bloise Cotroneo decide armar un plantel con experiencia y renombre para reverdecer laureles tras el título de 1976. Cavalleri es uno de los que cumple el perfil y es contratado por la entidad viñamarina. Ahí empieza una curva descendente en su rendimiento, no estando a la altura ni él, ni tampoco el resto del plantel, descendiendo con los ruleteros a final de año.
Lota Schwager fue su última parada, club con el que disputó la Segunda División de Chile 1984 no teniendo el rendimiento esperado y retirándose de la actividad.

### Como entrenador
Como entrenador se inicia en el Atlético Paraná de Argentina, para retornar a Chile dirigiendo al Provincial Osorno de Segunda División. Con los osorninos peleó la liguilla de ascenso de 1988 pero en esta remató quinto.
En 1989 retorna a Concepción, esta vez como técnico. En su primera temporada queda a tres puntos de la Liguilla Pre-Libertadores, a la que si consigue clasificar en 1990 y de forma inesperada, logra clasificar a los lilas por primera vez en su historia a una Copa Libertadores.
Su buena campaña penquista lo hace recalar en 1991 en un Cobreloa que buscaba volver a las primeras planas. Con los loínos no consigue buenas campañas y es cesado prematuramente en pleno torneo de 1992. A la postre, los naranjas con Sulantay lograrían el título con un impresionante invicto.
A su salida de Cobreloa llega a Palestino, club con el que logra salvar de la Liguilla de Promoción.
En 1993 retorna a los lilas como tercer técnico en el año de un equipo que hacía agua, en el cual no logra la salvación al asumir recién en la fecha 21. En la Segunda División de 1994 realiza una gran campaña que culmina con el retorno inmediato de Deportes Concepción a Primera División como campeones de Segunda.
Con los penquistas logra mantenerse en primera con dos campañas de medianía baja de tabla, finalizando su labor con el torneo de 1996.
En 1999 vuelve a la palestra para salvar a Coquimbo Unido del descenso, situación que logra las dos temporadas que se desempeñó en el cuadro aurinegro.
En 2001, los lilas de Concepción sufrían una importante irregularidad, sumada a una mala campaña en Copa Libertadores. Cavalleri asume para clasificar con los penquistas a octavos de final de Copa Libertadores y lograr un histórico triunfo en Calama ante Cobreloa, sin embargo, dejó el club tras una irregular campaña local.
En 2002 asume como DT de la selección sub-20 de Chile, junto a César Vaccia, logrando un opaco Sudamericano Juvenil en 2003.
En 2005 asume la banca de Deportes Puerto Montt, club con el que logra la salvación del descenso e incluso alcanza una histórica clasificación a Play-offs en 2006. Sin embargo en el Apertura 2007 posee malos resultados y retorna a un aproblemado Deportes Concepción club con el que logra campañas de mitad de tabla.
En 2009 vuelve a desempeñarse como técnico de Deportes Concepción esta vez en Segunda División, en 2010 va a la región del Maule para conseguir la salvación de Rangers de Talca el cual estaba a punto de caer a Tercera División, logrando su cometido.
Tras la experiencia de Rangers, se retiró del fútbol, hasta su fallecimiento en 2017, Cavalleri se encontraba residiendo en Santiago de Chile, aquejado de diversos problemas de salud, y desempeñándose como conserje de un condominio.

## Clubes

### Como futbolista
| Club                        | País      | Año       |
| --------------------------- | --------- | --------- |
| Gimnasia y Esgrima La Plata | Argentina | 1969      |
| Antofagasta Portuario       | Chile     | 1971      |
| Jorge Wilstermann           | Bolivia   | 1972      |
| Stormers                    | Bolivia   | 1972      |
| Antofagasta Portuario       | Chile     | 1973      |
| Unión San Felipe            | Chile     | 1974      |
| Deportes Concepción         | Chile     | 1975      |
| Palestino                   | Chile     | 1976      |
| Universidad Católica        | Chile     | 1977      |
| Deportes Concepción         | Chile     | 1978-1980 |
| Everton                     | Chile     | 1981      |
| Deportes Concepción         | Chile     | 1982-1983 |
| Lota Schwager               | Chile     | 1984      |

### Como entrenador
| Club                     | País      | Año       |
| ------------------------ | --------- | --------- |
| Atlético Paraná          | Argentina | 1986      |
| Provincial Osorno        | Chile     | 1987-1988 |
| Deportes Concepción      | Chile     | 1989-1990 |
| Cobreloa                 | Chile     | 1991-1992 |
| Palestino                | Chile     | 1992      |
| Deportes Concepción      | Chile     | 1993-1996 |
| Italchacao               | Venezuela | 1998-1999 |
| Coquimbo Unido           | Chile     | 1999-2000 |
| Deportes Concepción      | Chile     | 2001      |
| Selección Chilena Sub-20 | Chile     | 2002-2003 |
| Deportes Puerto Montt    | Chile     | 2005-2007 |
| Deportes Concepción      | Chile     | 2007      |
| Deportes Concepción      | Chile     | 2009-2010 |
| Rangers                  | Chile     | 2010      |

## Palmarés

### Como entrenador

#### Campeonatos nacionales
| Título           | Club                | País      | Año     |
| ---------------- | ------------------- | --------- | ------- |
| Primera B        | Deportes Concepción | Chile     | 1994    |
| Primera División | Italchacao          | Venezuela | 1998-99 |